# Yolanda Tati
Yolanda da Purificação Mambo Gaspar Tati (Cabinda, 9 de novembro de 1991) é uma engenheira petrolífera, apresentadora, empresária e locutora de rádio.  

## Percurso
Tem uma licenciatura em engenharia civil e um mestrado em engenharia de petróleos. Trabalhou como engenheira petrolífera na TotalEnergies, em Angola durante um ano, até novembro de 2015, altura em que se mudou para Portugal. Em 2015, passou a dirigir o Tête-à-Tête, uma casa de hóspedes em Lisboa, enquanto trabalhava na Galp.
Tornou-se vlogger ao criar um canal de YouTube homónimo, onde fala de diferentes assuntos para uma "educação fora de formato". Em 2018, foi anunciada como comentadora do programa Secret Story, do canal de televisão português TVI e, no mesmo ano, apresentou a cerimónia da Olimpíada Internacional de Física (IPhO), que aconteceram em Lisboa.
No dia 6 de março de 2020 lançou a marca de roupa Champagne Mama, uma linha de roupa vintage que recupera peças usadas. De acordo com uma entrvista concedida à revista NIT, Yolanda Tati decidiu criar a marca pela popularidade do seu próprio estilo entre as suas seguidoras. A campanha de propaganda da marca foi pautada pela diversidade, ao escolher modelos de diferentes etnias, géneros e de mobilidade reduzida.
Em 2021, foi nomeada embaixadora da marca O Boticário. Em dezembro de 2021, apresentou a gala Power List 100 Pessoas Mais Influentes da Lusofonia, da BANTUMEN. Em 2019 passou a apresentar a rubrica "Say What!", do canal de YouTube Fox Comedy. No mesmo ano, escreveu o prefácio do livro Empodere-se, de Maynara Fanucci.
Pela popularidade e capacidade de engajamento nas redes sociais, Yolanda foi convidada a estar presente no 47.º aniversário da revolução de 1974, num encontro entre jovens e o Presidente da República Marcelo Rebelo de Sousa, com o objetivo de partilhar visões sobre os desafios da liberdade e da democracia.
Em 2022, desvinculou-se da equipa de locutores da Rádio Cidade, onde se tornou numa das mais populares animadoras de rádio nacionais, e foi ainda nomeada "Personalidade Referência de Business", pela revista Forbes portuguesa.
No ano seguinte, foi selecionada para integrar o leque de apresentadores do serviço de streaming brasileiro GloboPlay .

## Reconhecimento
Em 2022 e 2023, foi nomeada para a Bantumen Powerlist 100, que distingue as 100 Personalidades Negras Mais Influentes da Lusofonia. 

## Ligações Externas
- IMDb de Yolanda Tati

- Consultoryo - podcast de Yolanda Tati